# 咬住 (散只兀氏)
咬住（1251年—1308年），元朝大臣，珊竹台氏（散只兀氏），纯只海之孙，大达里之子。
咬住以功臣子入直宿卫。跟随父亲大达里攻下襄阳、樊城，有功，授任为行军上千户。大达里去世后，咬住以昭勇大将军、虎符万户，率领其父的军队。随后奉旨即授镇国上将军、福建宣慰使、管军万户。当时江南初定，咬住消除没有萌发的乱局。不久，改任怀孟路万户府达鲁花赤、建德路达鲁花赤。杨振龙反元，咬住将他擒斩。行省责备咬住擅自发兵，压制他的功赏，咬住不屈。又跟随行省平章讨伐处州、婺州二州反元势力，释放俘虏万余口。元世祖至元二十九年（1292年），省臣入觐，上奏咬住的功绩。元世祖说：“咬住，朕所知者。”擢升为征行左军元帅。 
咬住在镇十年，律下严格，没有敢横行不法的人。元成宗大德二年（1298年），致仕。他的儿子察罕袭职。大德七年（1303年），起用为大宗王府也可札鲁花赤。元武宗至大元年（1308年），咬住卒，时年五十八岁。赠荣禄大夫、平章政事、温国公，谥懿靖。其子铁木儿，袭万户，官至章佩太监。 